# ポストモダン建築

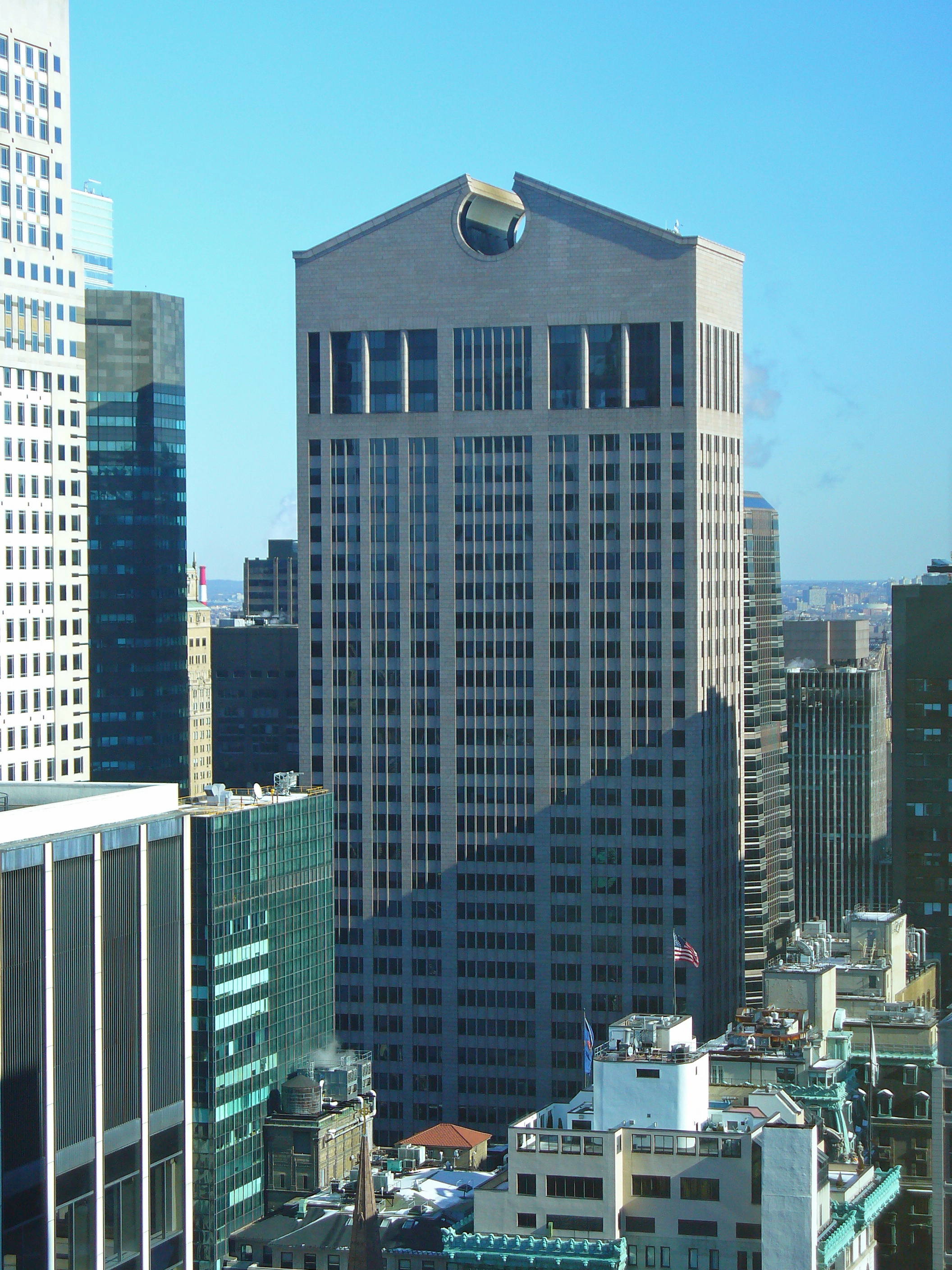
AT&Tビル（現ソニービル）

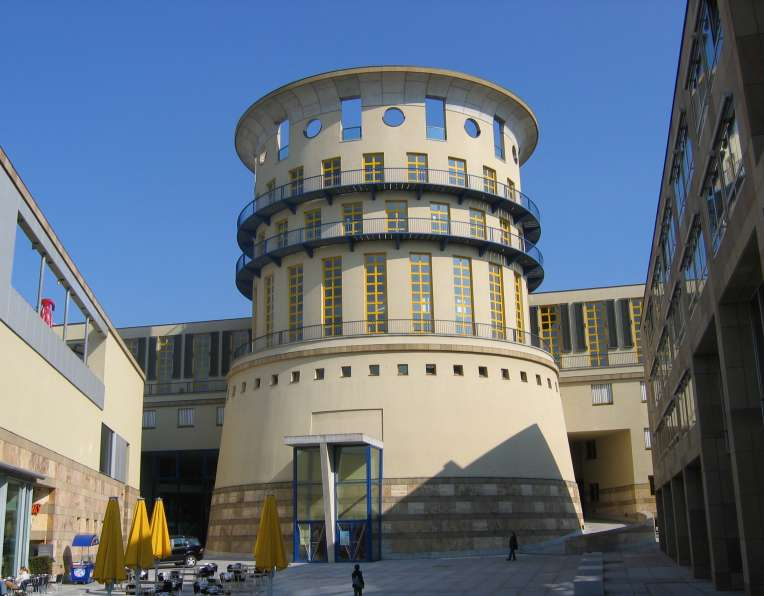
ジェームス・スターリング、シュトゥットガルト音楽演劇大学

ポストモダン建築（ポストモダンけんちく、「ポストモダン様式」とも）は、1960年以降、インターナショナル様式のように土地との帰属意識をもたない建築への批判から提唱された建築のスタイル。合理的で機能主義的となった近代モダニズム建築に対し、その反動として現れた装飾性、折衷性、過剰性などの回復を目指した建築のこと。ルイスカーン、ロバート・ベンチューリ、フィリップ・ジョンソンらによって古典建築の再評価がなされた。そこには、レンゾ・ピアノ、リチャード・ロジャースらのポンピドー・センターやロイズ・オブ・ロンドンのような古典主義批判や工業化時代のデザイン回帰、ノーマン・フォスターの香港上海銀行に見られるハイテク高層ビルなど、多様なデザインが混在している。
1980年代を中心に流行した。
当初は、「ポスト・モダニズム」という語で使われたが、のちに「ポスト・モダン」で定着した。ひところの流行語だけに、現在ではあまり使われない言葉になってきている。

## 概要
モダニズムは合理性、機能性を追求してきたが、そのために都市や建築があまりに味気なくなってしまったのではないか、という批判から、アンチ・モダニズムとしての『ポスト・モダニズム』建築が提唱された。チャールズ・ジェンクスは1960年代以降の建築を特徴づけるために援用し、この用語は有名になった。彼によれば、建築のポスト・モダニズムとは簡単にいえば、「ハイブリッド」（混成的）で、「ラディカルな折衷主義」を意味し、その本質は「二重のコード化」（解釈のレベルの重層化）にあるという（参考：チャールズ・ジェンクス（Charles Jencks）『ポスト・モダニズムの建築言語』1978年）。
「ポストモダン建築」においては、モダニズムにおいて否定された装飾や象徴性の回復などが唱えられた。かつてモダニズム建築の旗手であったフィリップ・ジョンソンが、ニューヨークのAT&Tビル（1984年、現ソニービル）において、超高層ビルの屋上付近に古代ギリシアの神殿建築に由来するペディメント（三角破風）を装飾として付けたように、古典主義建築からの強引な引用という手法もよく見られる。また、提唱者の一人でもあるロバート・ヴェンチューリは、つまらない建築、俗悪な建築もポストモダンの観点から評価し、ラスベガス（ストリップ沿い）の商業建築を論じている（『ラスベガス Learning from Las Vegas』1972年）。
しかし装飾や過去のデザインの引用を正当化するため、その建築の意味や物語を重視したが、それを正当づけるためポスト・モダニズムの定義も導入されたことで建築理論は難渋なものとなった。景観を乱していると批判された事例もある。1989年のフランス・パリでのフランス国立図書館（パリ国立図書館）のコンペで、ドミニク・ペローのミニマルな設計案が優勝したころからが「ポストモダンの流行の転回点」とみなされている。以後、1990年代以降の建築の潮流はモダニズムの見直しが行われたほか、ミニマリズムの影響を受けた、できるだけ素材の質を活かした簡素なデザインが増え、一方で脱構築主義建築などのより過剰で複雑な建築も登場している。ポストモダンの作品を多く設計した隈研吾は後に、負ける建築、消える建築を提唱している。
建築のポスト・モダニズムの状況は1980年代以降に、思想上のラジカルな近代批判と相まって「折衷主義」や「表現主義」とも結びつき、「脱近代」・「反近代」のイデオロギーが一種の流行となった、バブル、ヤッピーの金満主義と複合し成立した側面もある。

## 代表的作品

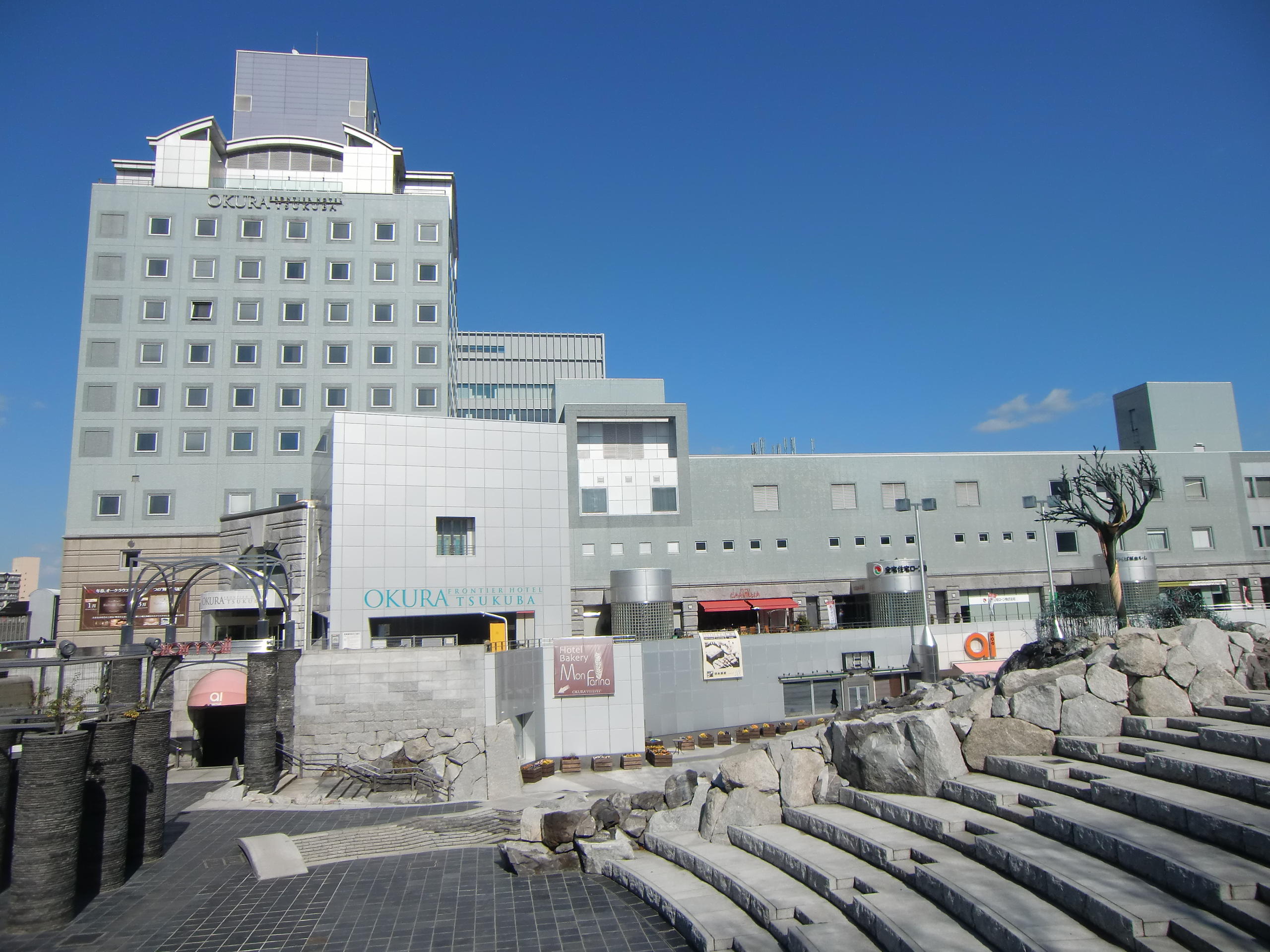
つくばセンタービル

### アメリカ
- 1963年 母の家（チェスナット・ヒルの住宅）（英語版）（ロバート・ヴェンチューリ）
- 1982年 ポートランド市庁舎（マイケル・グレイヴス）
- 1984年 AT&Tビル（フィリップ・ジョンソン）

### フランス
- 1982年 ラ・ヴィレット公園（ベルナール・チュミ）

### ドイツ
- 1994年 シュトゥットガルト音楽演劇大学（ジェームズ・スターリング）

### ポーランド
- 1994年 チェンストホヴァ駅（Ryszard Frankowicz）

### 日本
- 1982年 香川県、直島町役場（石井和紘）
- 1983年 茨城県、つくばセンタービル（磯崎新）
- 1984年 静岡県、伊豆の長八美術館（石山修武）
- 1987年 和歌山県、龍神村民体育館（林業者等健康増進センター）（渡辺豊和）
- 1987年 大阪府、KPOキリンプラザ大阪（高松伸） 現存しない
- 1987年 東京都、お茶の水スクエアA館（磯崎新）
- 1989年 北海道、釧路フィッシャーマンズワーフMOO（毛綱毅曠）
- 1989年 東京都、葛西臨海水族園（谷口吉生）
- 1989年 東京都、スーパードライホール（フィリップ・スタルク）
- 1990年 茨城県、水戸芸術館（磯崎新）
- 1990年 東京都、東京都庁舎（丹下健三）
- 1990年 東京都、青山製図専門学校1号館（渡辺誠）
- 1991年 東京都、M2（隈研吾）現東京メモリードホール
- 1991年 東京都、ドーリック（隈研吾）
- 1993年 東京都、江戸東京博物館（菊竹清訓）
- 1993年 福岡県、ハイアットリージェンシー福岡（マイケル・グレイヴス）
- 1994年 東京都、ホテル・ソフィテル東京（菊竹清訓） 現存しない
- 1994年 愛媛県、愛媛県総合科学博物館（黒川紀章）
- 1995年 鹿児島県、輝北天球館（高崎正治）
- 1997年 京都府、JR京都駅（原広司）
- 1999年 愛知県、JRセントラルタワーズ（コーン・ペダーセン・フォックス）